# Итого
Информационно-паразитическая программа «Итого́» — еженедельная сатирическая передача, выходившая на НТВ с 19 апреля 1997 по 7 апреля 2001 года, затем на ТВ-6 — с 12 мая 2001 по 12 января 2002 года. 14 апреля 2001 года, в день смены руководства НТВ, программа, как и большинство передач старого НТВ, вышла в эфир ТНТ. Автор и ведущий — Виктор Шендерович.

## О программе
Программа представляла собой пародию на информационно-аналитическую программу «Итоги» Евгения Киселёва, выходившую на НТВ, и отчасти на информационно-аналитическую программу Сергея Доренко, выходившую в те же годы на канале ОРТ. Заставка также является своеобразной пародией на открывающую заставку к программе Евгения Киселёва «Итоги». По словам Шендеровича, готовить программу он начал под руководством Александра Герасимова, первого заместителя главного редактора Службы информации НТВ. С апреля по июль 1997 года демонстрировалась в рамках блока передач «Сегодня днём», с лета 1997 года, после его закрытия, она стала отдельной программой в сетке вещания телеканала НТВ.
В программе в сатирической форме рассматривались события прошедшей недели в общественной и политической жизни страны, комментировались (опять же в сатирической форме) выступления политиков. По воспоминаниям Шендеровича, всё то, чего нельзя было позволять себе делать в программах информационного вещания, можно было делать у него в авторской программе «Итого»; позиция авторов и ведущего программы по тем или иным событиям могла далеко не всегда совпадать с той, что была у коллег из Службы информации. Редакция программы в период существования на НТВ располагалась на 8 этаже телецентра «Останкино», затем (на ТВ-6) — на 3 этаже.
В программе присутствовали четыре соведущих:
- «поэт-правдоруб» (Игорь Иртеньев), читавший сатирические стихи на злободневные темы;
- «врач-мозговед» (Андрей Бильжо), рассказывавший истории из своей работы в «маленькой психиатрической больнице города N»[14];
- «письмочит» (Михаил Шевелёв), читавший «поступившую в адрес передачи почту»[15] (как правило, в качестве «подписи» к письмам указывались имена известных политических деятелей, представляемых как «телезрители»);
- «буквоед» (Михаил Айвазян), озвучивавший цитаты из известных литературных произведений «в тему».

В программе была рубрика «Специфический репортаж» («ведущие» Ася Бякина и Вася Букин), в которой представлялись инсценировки каких-либо событий, не имевших место в реальности, но вполне возможных в сложившейся обстановке.
Также в программе существовали юмористический обзор прессы (все названия газет являлись аллюзиями на реально существующие издания: «ОлигархЪ», «Диверсия», «Зависимая газета», «Правда?», «Общее место», «Газета. Вру», «Экспресс-культура», «Новейшие известия»), рубрики «Реклама на канале», где «транслировались» рекламные ролики, содержащие политический подтекст, и «Музыка на канале», где «показывались» музыкальные клипы «известных российских политиков», сатирические музыкальные видеоклипы на политические темы с привлечением видеокадров новостной хроники. Заставка блока передачи пародировала те, что использовались на НТВ в рубрике «Музыка на канале» в период с 1995 по 2001 год.
Музыкальным сопровождением заставки передачи был фрагмент песни «У кошки четыре ноги» из кинофильма «Республика ШКИД» (композитор Сергей Слонимский) в аранжировке. В некоторых выпусках программы песня исполнялась со словами, специально придуманными для программы.
Наиболее запоминающимися специфическими репортажами были «Прямая линия с президентом» (голос президента «озвучивал» Сергей Безруков) и «Экскурсия на крейсере Аврора».
В отдельные выпуски входила так называемая «Страничка зоолога», в которой голосом Николая Дроздова рассказывалось о разных явлениях в жизни общества.
Программа стала лауреатом премии ТЭФИ-2000 в номинации «Юмористическая программа».

## Последующие передачи
Последний выпуск вышел на канале ТВ-6 12 января 2002 года, незадолго до закрытия канала. В начале этой программы Шендерович сказал:

Здравствуйте, в эфире первая в этом году и самая последняя вообще программа «Итого»…
По словам Виктора Шендеровича, производство «Итого» было решено прекратить в связи с тем, что у авторов возникла идея новой программы, тоже информационно-паразитического жанра. Планировалось, что её пилотный выпуск выйдет уже в марте того же года, но всё изменилось в связи с прекращением вещания ТВ-6 в ночь с 21 на 22 января 2002 года. Другая причина связывалась с самоповторами, усталостью от материала и исчерпанностью стилистики передачи.
В ноябре 2001 и в феврале 2002 года в различных СМИ появлялась информация о том, что название программы «Итого с Виктором Шендеровичем» зарегистрировал на своё имя телеканал НТВ. Руководство телеканала выражало своё недовольство тем, что «программы, права на которые принадлежат НТВ, теперь собирают зрителей на другом телеканале» (ТВ-6).
С 1 июня 2002 года на телеканале ТВС выходил новый проект Шендеровича — «информационно-реалистическая программа» «Помехи в эфире» (рабочее название программы — «Ничего, кроме правды!», девиз программы — «В этой программе вы будете первыми узнавать о том, чего никогда не было — или было, но не совсем так…»). В заставке использовалась обработка музыки из фильма «Большое космическое путешествие».
В сентябре 2002 года её сменила передача «Бесплатный сыр» (девиз программы — «Программа о России и тех, кого она себе выбирает»). Поменялись корреспонденты, вместо «Аси Бякиной и Васи Букина» появились «Иван Тычоблин», «Клара Кораллова», «Светлана Бетакамова», «Пьер Безухер», «Василий Мешков-Пыльный» и др. (позднее, в программе «Бесплатный сыр», эти «корреспонденты» делали свои «репортажи» под вымышленным информационным агентством «На голубом глазу»), позже в программе вновь появился Игорь Иртеньев, а в конце программы Сергей Лосев и Борис Смолкин исполняли сатирические куплеты на темы, обсуждаемые в выпуске. Появились мультипликационные сценки из романа Андрея Бильжо «Петрович». Программа была закрыта вместе с телеканалом 21 июня 2003 года, тем самым, став последней отснятой телевизионной передачей, вышедшей в эфир ТВС. Позже, с октября 2006 по май 2007 года на канале RTVi выходила программа «Новые времена».
Как и в «Итого», в обеих программах существовали музыкальная и рекламная рубрики, тексты всех рекламных роликов зачитывал диктор Николай Кузьмин.
С 2003 по 2008 год на радио «Эхо Москвы» выходила передача Шендеровича «Плавленый сырок».